# Скотники (гміна Зґеж)
Скотники (пол. Skotniki) — село в Польщі, у гміні Зґеж Зґерського повіту Лодзинського воєводства.
Населення — 463 особи (2011).
У 1975-1998 роках село належало до Лодзинського воєводства.

## Демографія
Демографічна структура станом на 31 березня 2011 року:
|          | Загалом | Допрацездатний вік | Працездатний вік | Постпрацездатний вік |
| -------- | ------- | ------------------ | ---------------- | -------------------- |
| Чоловіки | 227     | 44                 | 157              | 26                   |
| Жінки    | 236     | 47                 | 145              | 44                   |
| Разом    | 463     | 91                 | 302              | 70                   |